# Лабунцовит
Лабунцовит — минерал, титаносиликат щелочных металлов. Формула минерала (K,Na,Ba)10(Ti,Nb)9·(Si4O12)4(O,OH)10·10H2O. Минерал имеет морковно-красную, оранжевую и розовато-оранжевую окраску. Кристаллы призматической формы.

## Месторождения
Лабунцовит впервые описан в 1956 году Е. И. Семёновым и Т. А. Буровой из пегматитовых тел Ловозерского массива Мурманской области. Однако впервые найден в 1925 г. в Хибинах А. Н. Лабунцовым, который описал его под названием «титановый эльпидит». Встречается в пегматитах и поздних гидротермальных жилах.